# モーレイ・カラム
モーレイ・カラム（Moray Callum、1958年 - ）は、スコットランドのダンフリーズ出身のカーデザイナーである。現在はフォード・モーターの北アメリカ市場向け乗用車を担当するデザイン・ディレクターを務めている。モーレイの兄はジャガーのデザイン・ディレクターを務めるイアン・カラムである。

## 若年期
若き日のカラムは最初に獣医になる希望を持っていた。大学に入る頃になるとエディンバラにあるネイピアー大学 (Napier University) で建築を学ぶことにしたが、後に残りの在学期間を7階建て建築物の配水管のサイズを計算するようなことに費やすことになりそうだと幻滅を感じるようになった。カラムは専攻をインダストリアルデザインに変更してここを卒業した。その後カーデザイナーの登竜門であるロンドンのロイヤル・カレッジ・オブ・アート (RCA) に学び、輸送機器デザインの分野で修士号を取得して卒業した。

## 職歴

### 初期の職歴
卒業後のカラムのカーデザイナーとしての仕事は1982年にクライスラー社で始まり、その後PSA・プジョーシトロエンに入社して乗用車と商用車のデザインに携わった。1988年/1989年にギアにコンサルタント・デザイナーとして参加し、1989年のギア・ヴィア コンセプト (Ghia Via concept) やアストンマーティン ラゴンダ・ヴィニャーレといった車に関与した。またギアのコンサルタントという立場でジャガーの仕事にも関わった。

### フォード
それまでもギアで数多くのフォードのプロジェクトに参加していたカラムは1995年にフォードに雇用され、ディアボーン (ミシガン州)で北米市場向け車両の仕事を始めた。様々な著名な北米プロジェクトの中には2000年のフォード・トーラスのフェイスリフトがあった。この車のフロントグリルのデザインは兄の作品である2006年のジャガー・XKのデザインにい影響され過ぎていると非難する批評家もいたが、これとは異なり両車共にジャガー・Eタイプの影響が見られるという声もあった。カラムはフォード・ウインドスター (Ford Windstar) 、マーキュリー・ヴィレジャー、スーパーデューティ・ピックアップ、フォード・エクスカージョンやコンセプトカーのフォード・EXも手掛けた。

### マツダ
カラムは2001年9月7日にマツダのグローバル・デザインを率いる立場に昇進した。カラムのデザインチームにはマツダ・MX-5のデザイナーである俣野努がいた。1990年代終わりには凡庸と評されていたマツダ車のデザインに活を入れる仕事を任され、この点ではおおむね成功したと見られている。「キレのある黒い内装に赤照明の計器盤」と「炎や花の要素を取り入れてマツダが望むスポーティなイメージを表現した躍動的でほぼ生物的なエッジの立った形状」をもつボディ・スタイリングで首尾一貫したブランドイメージを備えた見栄えを作り上げた。カラムは不動の人気を誇るアイコンとなったMX-5の2005年のモデルチェンジを監督し、2002年のマツダ・2、2004年のマツダ・3、2006年のマツダ・5、2002年のマツダ・6といったほぼ全てのマツダ製乗用車のデザインに携わった。また、2005年のコンセプトカーであるマツダ・MXクロススポーツで予告された2007年のCX-7とCX-9というマツダの新しいクロスオーバーSUVのデザイン開発も主導した。Washu（2003年デトロイト）、Ibuki（2003年東京）、Kabura（2006年デトロイト）の製作にも関わった。

### フォードへの復帰
躍動的でスポーティなブランドとしてマツダを立て直すことに成功したカラムは、J・メイズ (J Mays) により北米市場向け乗用車担当のデザイン・ディレクターとしてフォードに呼び戻され、2006年5月からピーター・ホーベリー (Peter Horbury) の下についた。この異動はホーベリーの北米市場向け乗用車担当のエグゼクティヴ・デザイン・ディレクターへの就任に伴うもので、フォードの北米市場の拡充される商品構成のデザインに新たな息吹を吹き込むことを狙った「Red, White & Bold」デザイン戦略を強化する一環の計らいであった。カラムのマツダでの役割はローレンス・ヴァン・デン・アッカーに引き継がれる一方で、カラムの前任のパトリック・スキアヴォーネ (Patrick Schiavone) はフォードの北米市場向けSUVとピックアップトラック担当へ異動した。